# Pollution sonore aérienne
Pour un article plus général, voir Pollution sonore.

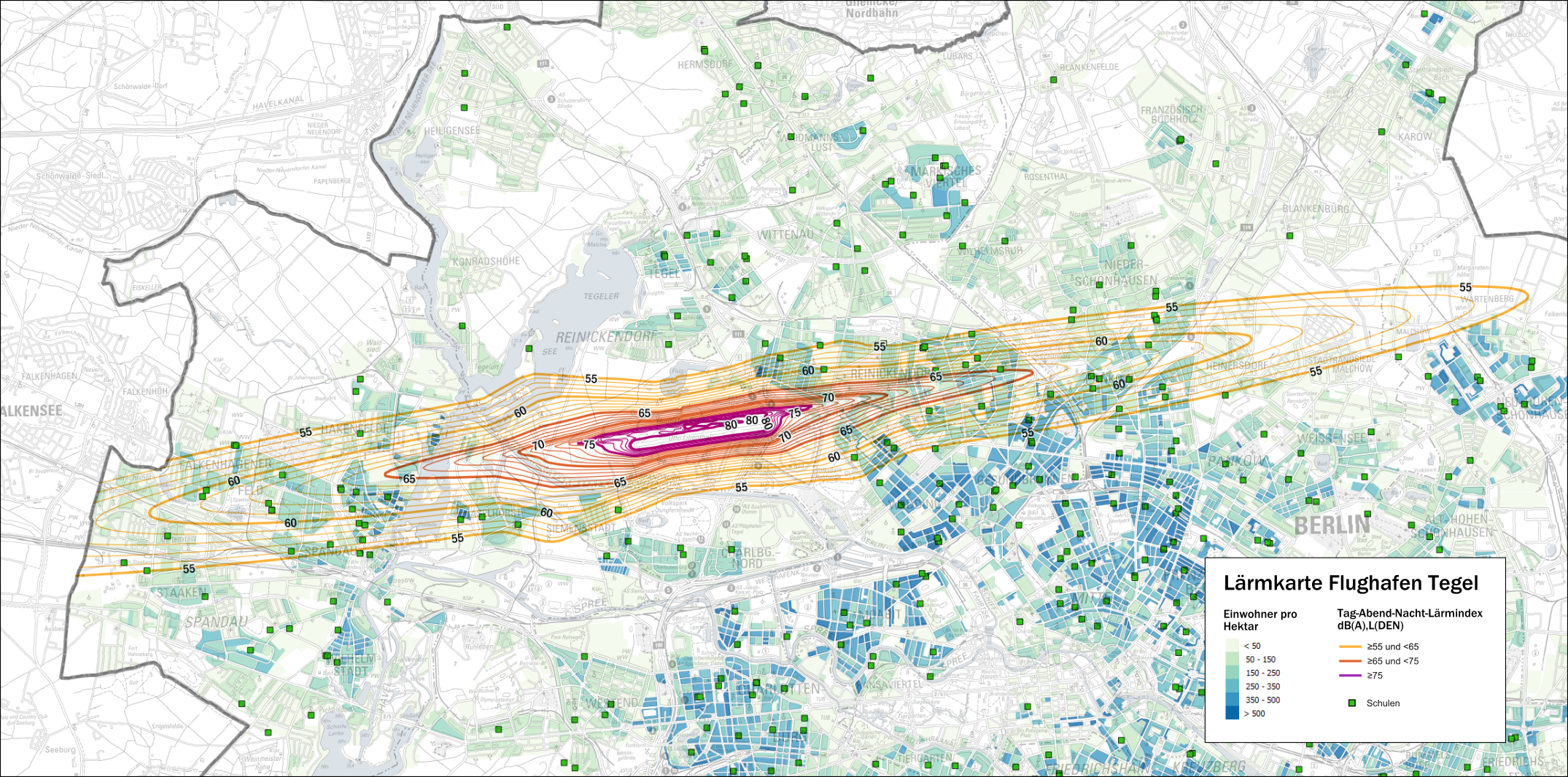
Carte du bruit de l'aéroport de Berlin-Tegel

La pollution sonore aérienne est l'ensemble des bruits produit par le trafic aérien. Elle est associée à plusieurs effets négatifs sur la santé humaine et sur les écosystèmes.

## Origine du bruit
Les moteurs sont la principale source du bruit des avions.
Lorsque l'avion est au sol, le freinage peut aussi être une source de bruit. Au vol, les frottements de l'air contre le fuselage produisent aussi du bruit lorsque l'avion atteint des grandes vitesses.

## Effets sur la santé humaine

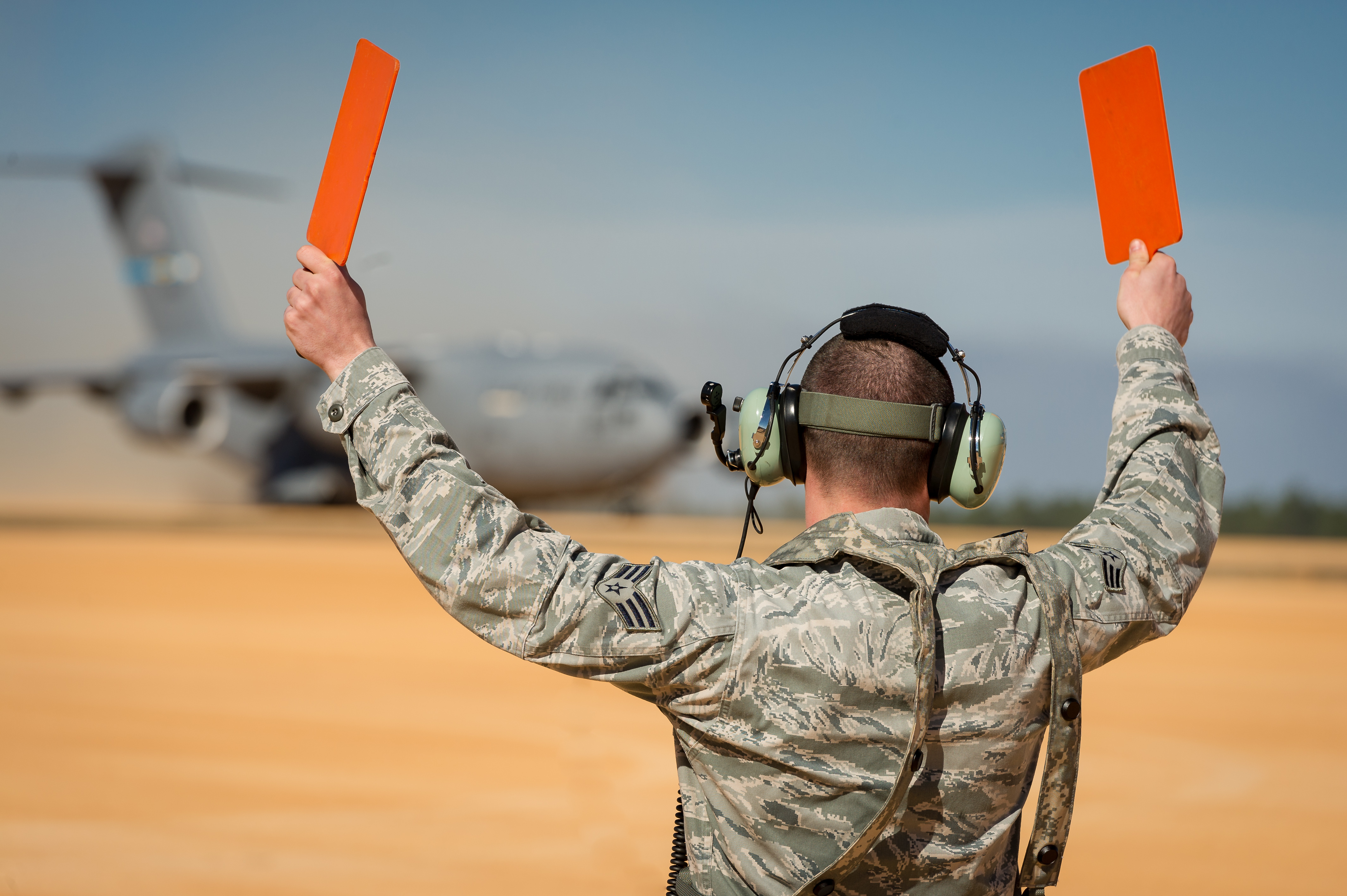
Les marshaller portent des protections auditives

Les moteurs sont la principale source de bruit des avions. Ils peuvent produire plus de 140 dB au décollage.
En vol, les principales sources de bruit sont les moteurs et les turbulences à grande vitesse au-dessus du fuselage.
La pollution sonore élevée a des conséquences sur la santé. Elle peut entraîner une perte d'audition, de l'hypertension artérielle, une maladie coronarienne, des troubles du sommeil et une diminution des résultats scolaires,,,. Bien qu’une certaine perte auditive se produise naturellement avec l’âge, dans de nombreux pays développés, l’impact du bruit est suffisant pour altérer l’audition au cours de la vie,. Des niveaux de bruit élevés peuvent créer du stress, augmenter les taux d’accidents du travail et stimuler l’agressivité et d’autres comportements antisociaux. Le bruit des aéroports a été associé à l’hypertension artérielle. Le bruit des avions augmente les risques de crise cardiaque.
Une analyse statistique à grande échelle des effets du bruit des avions sur la santé a été entreprise à la fin des années 2000 par Bernhard Greiser pour l'Umweltbundesamt, l'office central allemand de l'environnement. Les données de plus d'un million d'habitants autour de l'aéroport de Cologne ont été analysées afin de déterminer les effets sur la santé liés au bruit des avions. Les résultats ont ensuite été corrigés pour tenir compte d’autres influences du bruit dans les zones résidentielles et des facteurs socioéconomiques, afin de réduire une éventuelle distorsion des données.
L’étude a conclu que le bruit des avions nuit clairement et significativement à la santé. Par exemple, un niveau sonore moyen de 60 dB pendant la journée augmente le risque de maladies coronariennes de 61 % chez les hommes et de 80 % chez les femmes. Autre indicateur, un niveau sonore moyen de 55 dB pendant la nuit augmente le risque de crise cardiaque de 66 % chez les hommes et de 139 % chez les femmes. Des effets statistiquement significatifs sur la santé sont détectés dès un niveau sonore moyen de 40 dB.

### Effets cognitifs
Les simulations de bruits d'avion de 65 dB affectent négativement la mémoire et la capacité à se souvenir d'informations auditives. Ces simulations de bruits d'avion ont le même effet sur la capacité à se souvenir d'informations auditives que le fait d'être en état d'ébriété avec une alcoolémie de 0,10.

## Réglementations
La masse maximale au décollage est utilisée notamment pour définir les limitations et les taxes sur les nuisances sonores aériennes.